# Arnaud Dubois
Arnaud Dubois (Verviers, 2 de mayo de 1986) es un deportista belga que compitió en ciclismo en la modalidad de BMX. Ganó una medalla de plata en el Campeonato Europeo de Ciclismo BMX de 2009.

## Palmarés internacional
| Campeonato Europeo | Campeonato Europeo     | Campeonato Europeo | Campeonato Europeo |
| Año                | Lugar                  | Medalla            | Competición        |
| ------------------ | ---------------------- | ------------------ | ------------------ |
| 2009               | Fredericia (Dinamarca) | Medalla de plata   | Carrera            |